# Varela Aldemira
Luiz Varela Aldemira (Galiza, 1895 - Lisboa, 1975) foi um pintor, escritor, historiador de arte e professor português.
Natural de Alhariz, na Galiza, nasce a 14 de Dezembro de 1895. Desenvolveu a sua carreira artística em Portugal, matriculando-se em outubro de 1910 no 1º ano do Curso Geral de Desenho na Escola de Belas-Artes de Lisboa, tendo como mestre Ernesto Condeixa. No ano letivo de 1914-15 conclui a formação em Desenho e matricula-se em 1915 no Curso Especial de Pintura, onde foi discípulo de Columbano. Concluiu este curso a 14 de Agosto de 1919 com uma das notas mais altas alguma vez atribuídas por Columbano. Torna-se desenhador científico de Histologia e Fisiologia num Laboratório de Faculdade de Medicina de Lisboa, e à noite retoca fotografias na oficina de gravura do Diário de Notícias. Em 1920 Matriculou-se no Curso de Gravura da EBAL, que não chega a prosseguir após perder o primeiro ano por faltas.
A 11 de Janeiro de 1930 naturaliza-se Português. É eleito, em 1932, Presidente da Sociedade Nacional de Belas Artes, passando então a integrar os júris das exposições anuais desta sociedade. Em 1933 viajou, como bolseiro do Instituto de Alta Cultura, por Espanha, França e Itália. Casa-se em 1934 e torna-se Professor Interino da 5ª Cadeira de Pintura na Escola de Belas Artes de Lisboa, substituindo Veloso Salgado. Acompanha, ainda neste ano, os alunos na III Missão Estética de Férias a Alcobaça.
Assume também o cargo de Professor Interino na 6ª Cadeira de Pintura da EBAL, substituindo o recentemente falecido Carlos Reis, em 1942. Em 1944 é condecorado Oficial da Ordem Militar de Santiago da Espada. Coordena as iniciativas das XI e XII Missões Estéticas de Férias nos anos de 1947 e 1948, em Sintra e Vila Viçosa, respetivamente. Aposenta-se do ensino em 1965. Falece a 1 de Março de 1975.
Seguindo o movimento naturalista, apropriou-se também de alguns valores do modernismo, na procura de uma síntese que nunca encontrou plena resolução. A sua obra afirmou-se através de retratos, paisagens e desenhos, conquistando alguns prémios internacionais: Exposição Internacional do Rio de Janeiro (1923), Exposição Ibero-Americana de Sevilha (1930). Foi premiado pela Sociedade Nacional de Belas Artes, da qual foi nomeado presidente em 1932. Ocupou o cargo de vice-secretário da Academia Nacional de Belas-Artes.

## Exposições
Expôs Pintura, Desenho, Aguarela e Gravura frequentemente, principalmente nos Salões Anuais da Sociedade Nacional de Belas Artes, em Lisboa. Expôs Desenho pela primeira vez em 1916, na 2ª Exposição de Aguarela, Desenho e Miniatura da S.N.B.A., ainda como estudante, e manteve um registo consistente como expositor neste salão até 1961, fazendo também parte do júri do mesmo a partir de 1932. Em 1920 representa Portugal na Exposição de Arte Portuguesa em Rio de Janeiro. De realçar a sua primeira Exposição Individual no Salão Bobone em Lisboa (1921), bem como duas exposições conjuntas no mesmo espaço, a primeira com Fernando David e Mário Augusto (na altura Mário Santos), e a segunda com Mário Reis e Mário Augusto (1921 e 1922). Em 1923 está novamente presente no Rio de Janeiro, desta vez na Exposição Internacional. Em 1925 contribui 35 obras para uma Exposição no Átrio da Misericórdia do Porto, conjuntamente com Fernando David, Mário Augusto, Mário Reis, Jorge Segurado e Paulino Montez. Em 1929 marca presença na Exposição Ibero-Americana de Sevilha com o Óleo 'Alhadas de Cima - Arredores da Figueira da Foz'. Dinamizou e participou em várias das exposições do Círculo Cultural e Artístico Mário Augusto após a morte do mesmo em 1941. Em 1948 foi representado em Luanda e Lourenço Marques com a obra ´Feira de Barcelos' , de 1929. Fez uma última exposição individual em 1974, cerca de um ano antes da morte, no próprio atelier no nº 22 da Praça da Alegria, em Lisboa.

## Museus
Está representado com obras nas coleções dos museus e instituições:
- Museu Nacional de Arte Contemporânea (Lisboa)
- Museu da Cidade (Lisboa)
- Museu Grão Vasco e Biblioteca Almeida Moreira (Viseu)
- Museu José Malhoa (Caldas da Rainha)
- Museu Abade de Baçal (Bragança)
- Museu Santos Rocha (Figueira da Foz)
- Museu de Martins Sarmento (Guimarães)
- Reitoria da Universidade de Coimbra
- Supremo Tribunal de Justiça (Lisboa)
- Faculdade Belas Artes da Universidade de Lisboa
- Academia Nacional de Belas Artes (Lisboa)